# 안드레 빌라스보아스
루이스 안드레 피나 카브랄 빌라스보아스(포르투갈어: Luís André Pina Cabral Villas-Boas, 1977년 10월 17일 ~ )는 포르투갈의 축구인으로, 현재는 FC 포르투의 회장이다. 그의 이니셜인 AVB라고 표기하기도 한다.

## 감독 경력
빌라스보아스는 UEFA 감독 면허를 17세에 스코틀랜드에서 획득하였다. 그는 21세의 나이에 영국령 버진아일랜드 축구 국가대표팀에서 짧은 기간 동안 감독직을 맡았으며, FC 포르투에서 조제 모리뉴 감독의 수석 코치가 되었고, 무리뉴가 감독직을 첼시 FC와 FC 인테르나치오날레 밀라노로 옮길 때마다 그를 따라 코치로서 활동하였다.

### 아카데미카
2009-2010 시즌이 시작할 때, 그는 감독이 되기 위해 무리뉴로부터 독립하였으며, 2009년 10월 로제리우 곤살베스의 사임으로 공석이 된 포르투갈 리가의 아카데미카의 사령탑으로 내정되었다. 빌라스보아스가 내정될 당시, 아카데미카는 1승도 따내지 못한 하위권 팀이었으나, 그의 새 전술에 힘입어 강등권과 승점 10점 차이로 리그를 11위로 마감하였다.
또한 2009-2010 포르투갈 컵의 준결승까지 진출하였고, 이 경기에서 FC 포르투의 마리아노 곤잘레스에게 막판 골을 허용하여 패하였지만, 아카데미카는 결과 뿐만 아니라, 좋은 전술로도 충격을 선사하였다.

### FC 포르투
제수알두 페헤이라 감독이 FC 포르투를 떠나자 2010년 6월 2일 포르투의 새 감독으로 내정되었으며, 2010년 8월 7일 포르투갈 슈퍼컵에서 벤피카를 2-0으로 꺾고 포르투에서의 첫 우승 트로피를 획득하였다.
2010년 12월 19일, 빌라스보아스는 36경기 무패 행진을 이끌며 클럽의 이전 기록을 갱신하였다. 2011년 3월 17일 포르투는 유로파리그 16강에서 CSKA 모스크바를 꺾으며 포르투갈 축구 클럽으로는 최초로 유럽 대항전 10연승의 신기록을 달성하였다.
2011년 4월 3일, 빌라스보아스는 벤피카와의 원정 경기에서 2-1로 승리하며 자신의 첫 포르투갈 리가 우승을 달성하였다. 그는 포르투갈 리가 우승을 달성한 감독 중 3번째로 젊은 감독이 되었다. 또한 그는 포르투를 UEFA 유로파리그 2010-11에서 우승시키기도 하였다. 그가 포르투에서 함께했던 대표적인 선수 중 하나가 헐크다.
2011년 6월 21일 빌라스보아스는 FC 포르투에게 계약 해지를 통보하였다.

### 첼시 FC
2011년 6월 22일 프리미어리그 첼시 FC의 감독으로 부임하였다. 그러나 이후 팀의 부진과 선수들과의 불화 문제로 각종 루머에 휩싸였다. 결국 2012년 3월 4일 웨스트 브로미치 앨비언 FC와의 경기에서 팀이 무기력한 경기력 끝에 0-1로 패배하자 다음날인 3월 5일에 전격 경질되었다.

### 토트넘 홋스퍼 FC
2011-2012 시즌 후 해리 레드냅 감독의 후임으로 2012년 7월 4일 토트넘 홋스퍼 FC의 감독으로 선임되어 팀을 옮기게 되었다.
부임 이후 2012-2013 프리미어리그 12월의 감독에 선정되는 등 승승장구하였으나 2013-14 시즌 중 맨체스터 시티에게 0-6 패, 리버풀에게 0-5의 연이은 대패를 당하자 2013년 12월 16일 토트넘에서 경질되었다.

### FC 제니트 상트페테르부르크
2014년 3월 18일, 러시아 프리미어리그의 강호 제니트 상트페테르부르크는 구단의 공식 홈페이지를 통하여, 시즌 도중에 경질당한 루차노 스팔레티 감독을 대신하여 안드레 빌라스보아스와 2년 계약을 맺었음을 밝혔다.

## 프런트 경력
2024년 1월 초 FC 포르투 회장 선거에 출마한다고 선언했고, 동년 4월 29일 FC 포르투의 회장으로 선임됐다.

## 수상

### 클럽

#### 포르투
- 포르투갈 리가 (1): 2010-11
- 포르투갈 컵 (1): 2011
- 포르투갈 슈퍼컵 (1): 2010
- UEFA 유로파 리그 (1): 2011

#### 첼시
- 없음

### 개인
- CNID 혁신 감독 상: 2010

## 기록

### 감독 통계
(2021년 2월 3일 기준)
| 아카데미카              | 포르투갈 | 2009년 10월 14일 | 2010년 6월 2일   | 30  | 11  | 9  | 10 | 036.67 |
| 포르투                  | 포르투갈 | 2010년 6월 2일   | 2011년 6월 21일  | 58  | 49  | 5  | 4  | 084.48 |
| 첼시                    | 잉글랜드 | 2011년 6월 22일  | 2012년 3월 4일   | 40  | 19  | 11 | 10 | 047.50 |
| 토트넘 홋스퍼           | 잉글랜드 | 2012년 7월 3일   | 2013년 12월 16일 | 80  | 44  | 20 | 16 | 055.00 |
| 제니트 상트페테르부르크 | 러시아   | 2014년 3월 20일  | 2016년 5월 23일  | 101 | 62  | 20 | 19 | 061.39 |
| 상하이 상강             | 중국     | 2016년 11월 4일  | 2017년 11월 30일 | 46  | 27  | 9  | 10 | 058.70 |
| 마르세유                | 프랑스   | 2019년 5월 28일  | 2021년 2월 2일   | 60  | 28  | 14 | 18 | 046.67 |
| 합계                    | 합계     | 합계             | 합계             | 421 | 244 | 88 | 89 | 057.96 |

## 사생활
빌라스 보아스의 친할머니는 영국계(고조할머니는 포르투갈인)로 2007년에 별세하였다. 포르투 태생이나 부친계가 포르투갈에 정착하였고, 모친계는 치들에서 기마량이스로 20세기 초반에 자리를 텄다. 그리하여 빌라스 보아스는 원어민처럼 영어를 할 수 있다. 그는 2004년 주앙나 테익세이라와 결혼해 슬하에 2녀를 두고 있다.